# L'infermiera
L'infermiera è un film commedia erotica all'italiana del 1975, diretto e co-sceneggiato da Nello Rossati.

## Trama
Il proprietario di un'azienda vinicola, Leonida Bottacin, è da poco rimasto vedovo e viene colto da un infarto durante un rapporto sessuale con la moglie del custode del cimitero dove è sepolta la moglie Ramona.
I parenti di Bottacin cercano di fargli avere un secondo fatale infarto, in modo da ereditare i beni dell'azienda e vendere tutto all'imprenditore statunitense Mr. Kitch. Benito, il genero, assume la sua vecchia fiamma svizzera Anna - una donna molto sensuale - come infermiera personale del cavaliere, nella speranza che Bottacin, particolarmente sensibile al fascino femminile, venga colpito da un infarto. 
Anna, nonostante i piani, si affeziona a Leonida e lo cura; a questo punto. Quando finalmente il cavalier Bottacin si rende conto dell'intrigo, caccia dalla villa tutti i parenti, lasciandovi solamente Adone - l'unico veramente affezionato a lui - e i domestici.
Leonida sposa Anna, ed è lei a prendersi cura di lui per via del suo stato di salute precario; tra le cose che Bottacin non deve fare vi è anche il sesso, ma durante la luna di miele egli non resiste alla tentazione e muore dopo aver copulato con la nuova moglie. Anna eredita i beni dell'azienda, e con parte di quelle fortune omaggia l'uomo con un gran funerale, dopo il quale si sentono le voci dei defunti Leonida e Ramona che continuano a litigare anche nell'aldilà.

## Produzione
Nel cast sono presenti l'attore statunitense Jack Palance (Mr. Kitch) e due Bond girl: accanto alla protagonista Ursula Andress, compare l'italiana Luciana Paluzzi, già "Bond girl cattiva" in Agente 007 - Thunderball: Operazione tuono.
Il film è stato girato in gran parte a Vicenza; la residenza del protagonista è Villa Imperiali Lampertico.

## Distribuzione
La pellicola è stata distribuita nel circuito cinematografico italiano il 19 dicembre 1975 dalla società Interfilm.
Il 15 giugno 1977 il film è stato mostrato a Parigi (Francia) in anteprima nazionale col titolo di Défense de toucher.
Nel settembre 1979, è cominciata invece la distribuzione cinematografica negli USA, su iniziativa della Mid Broadway; il titolo di pubblicazione scelto per l'edizione statunitense è stato The Secrets of a Sensuous Nurse.